# Comuna Makovîșce, Makariv
Makovîșce (în ucraineană Маковище) este o comună în raionul Bucea, regiunea Kiev, Ucraina, formată din satele Makovîșce (reședința) și Vîșehrad.

## Demografie
Componența lingvistică a comunei Makovîșce
     Ucraineană (94,61%)
     Rusă (5,16%)
Conform recensământului din 2001, majoritatea populației comunei Makovîșce era vorbitoare de ucraineană (94,61%), existând în minoritate și vorbitori de rusă (5,16%).